# Uniwersytet Tirański

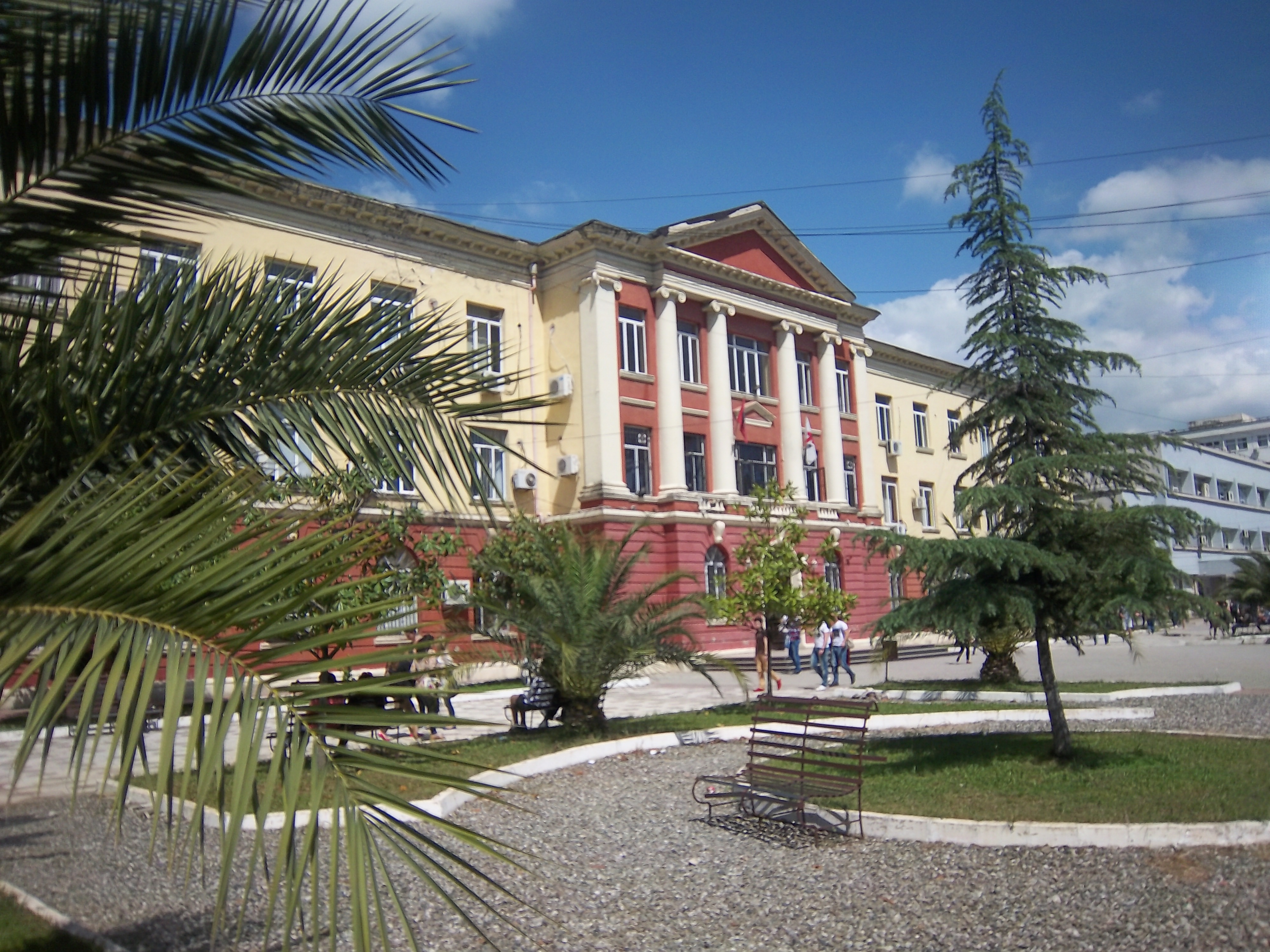

Uniwersytet Tirański (alb. Universiteti i Tiranës) – pierwszy albański uniwersytet założony w październiku 1957 roku w Tiranie. 

## Historia
Pierwotna nazwa brzmiała Państwowy Uniwersytet Tirany (alb. Universiteti Shtetëror i Tiranës). W latach 1985–1991 na cześć zmarłego Envera Hoxhy nosił nazwę: Uniwersytet Tirański im. Envera Hoxhy. Po 1991 wyodrębniono kilka wydziałów UT, tworząc Politechnikę Tirańską. Od 1971 roku Uniwersytet posiada ogród botaniczny. 
Na studia uczęszcza około 14 000 studentów, uczy ich ponad 600 wykładowców.

## Wydziały uniwersytetu
- Wydział medycyny
  - medycyna
  - stomatologia
- Wydział nauk społecznych
  - psychologia i socjologia
  - psychologia
- Wydział nauk ścisłych
  - matematyka
  - fizyka
  - chemia
  - biologia
  - informatyka
  - farmakologia
- Wydział historii i filologii
  - historia
  - geografia
  - językoznawstwo albańskie
  - literatura albańska
  - dziennikarstwo
- Wydział prawa
- Wydział nauk ekonomicznych
  - finanse
  - ekonomia
  - administracja w biznesie
  - marketing
  - turystyka
- Wydział języków obcych
  - anglistyka
  - germanistyka
  - italianistyka
  - język francuski
  - języki bałkańskie
- Wydział wychowania fizycznego

## Poczet rektorów UT
- 1957 – 1961: Zija Këlliçi
- 1961 – 1970: Kahreman Ylli
- 1970 – 1972: Jorgji Sota
- 1972 – 1974: Agim Mero
- 1974 – 1975: Perikli Prifti
- 1975 – 1981: Petrit Radovicka
- 1981 – 1988: Osman Kraja
- 1988 – 1991: Nikolla Konomi
- 1991 – 1992: Ethem Likaj
- 1992 – 1993: Halil Sykja
- 1993 – 1995: Raimond Sharko
- 1995 – 1997: Nestor Thereska
- 1997 – 2003: Marenglen Spiro
- 2003 – 2008: Shezai Rrokaj
- 2008 – 2016: Dhori Kule
- 2016 - 2019: Mynyr Koni
- od 2020:     Artan Hoxha

## Doktorzyhonoris causa
- Gianni Buquicchio (2015)[2]